# Itaúsa
Itaúsa ist ein brasilianisches Konglomerat mit Firmensitz in São Paulo. Der Mischkonzern ist in verschiedenen Bereichen wie Finanzen, Holzverarbeitung und Bodenbelägen, Porzellan und Metallbeschläge, Chemie und Elektronik aktiv und beschäftigt rund 103.000 Mitarbeiter. Die Familie von Egydio Souza Aranha hält 34,03 % der Anteile an Itaúsa.

## Geschichte
Die Geschichte des Konzerns begann mit der Gründung der ersten Investmentbank in Brasilien. Sie hieß Banco Federal Itaú de Investimentos S.A. und wurde am 6. Mai 1966 gegründet. Im November 1970 wurde der Name in Banco Itaú de Investimento S.A. und im Mai 1973 in Banco Itaú Português de Investimento S.A. geändert. Der Konzern akkumulierte ein großes Aktienportfolio und wurde zu einem wesentlichen Aktionär in einer Reihe von Finanzinstituten von Itaú.
Infolgedessen hat die Gesellschaft ihr Geschäftsziel geändert und ihre Investmentbankaktivitäten eingestellt, um das führende Unternehmen der Instituições Financeiras Itaú zu werden, einer Holdinggesellschaft, die damals mehr als 50 Unternehmen umfasste. In der Generalversammlung vom 9. Dezember 1974 wurde der Name in Investimentos Itaú S.A geändert. Das Geschäftsziel bestand darin, private brasilianische Unternehmen, an denen die Gesellschaft Kapitalanteile hielt, zu unterstützen.
Bei einer Generalversammlung am 30. April 1991 wurde der offizielle Name in Itaúsa – Investimentos Itaú S.A. geändert.
Die wichtigsten Unternehmen, die von Itaúsa kontrolliert werden, sind führend in ihren Geschäftsbereichen: Itaú Unibanco Holding S.A. und ihre Tochtergesellschaften Itaú Unibanco und Banco Itaú BBA im Finanzsegment sowie Duratex, Alpargatas, NTS und Itautec, Marktführer in ihren jeweiligen Industriebereichen.

## Tochtergesellschaften
Itaú Unibanco
Laut Bloomberg war Itaú Unibanco Ende 2016 die größte Privatbank in Brasilien, basierend auf der Bilanzsumme und dem Marktwert. Das Unternehmen ist in Brasilien und in 18 weiteren Ländern tätig. Es entstand 2008 aus einer Fusion der beiden Banken Banco Itaú und Unibanco und hat 57,5 Millionen Kunden.
Duratex
Duratex stellt Produkte für den Möbel- und Veredelungssektor in der Bauindustrie her, insbesondere Faserplatten, Holzfußböden, Sanitärkeramik und Metall- und Elektroduschköpfe.
Alpargatas 
Alpargatas ist Brasiliens größtes Schuhunternehmen. Zusammen sind die Marken Havaianas und Dupé Marktführer im brasilianischen Flip-Flop-Markt. Havaianas die bekannteste brasilianische Konsumgütermarke. Das Unternehmen ist im Markt für Sportschuhe in Argentinien (Topper) und Brasilien (Mizuno) stark vertreten. Die Alpargatas-Gruppe beschäftigt rund 20.000 Mitarbeiter.
NTS
NTS (Nova Transportadora do Sudeste SA) transportiert Erdgas durch Gaspipelines.
Es betreibt ein Gasfernleitungsnetz mit einer Kapazität von mehr als 2.000 km und einer Kapazität von 158,2 Millionen Kubikmetern Gas pro Tag. Die Gaspipelines von NTS verbinden die Bundesstaaten Rio de Janeiro, Minas Gerais und São Paulo (die 50 % des Gasverbrauchs in Brasilien ausmachen) mit der Brasilien-Bolivien-Gaspipeline, LNG-Terminals und Gasverarbeitungsanlagen.
Itautec
Itautec ist tätig in den Bereichen Unterhaltungselektronik, Bank- und Einzelhandelsautomatisierung. Das Unternehmen verfügt über die größte Anzahl von Geldautomaten weltweit und die zweitgrößte in Lateinamerika. Das Unternehmen beschäftigt 5.709 Mitarbeiter.